# Buol (Adelsgeschlecht)

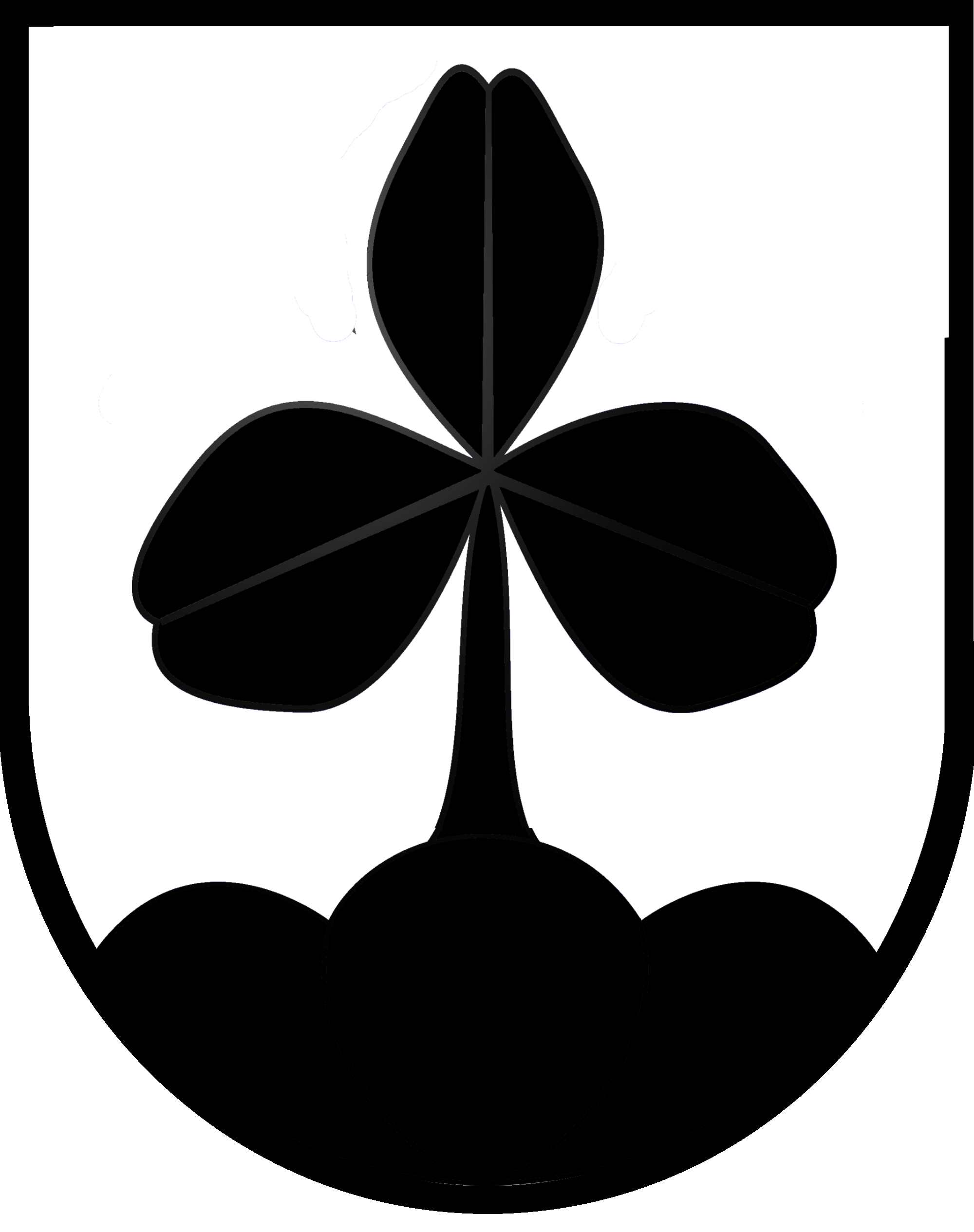
Wappen der Familie Buol (Bul - Bulen) in Davos

Die Buol sind ein ursprünglich böhmisches Uradelsgeschlecht, das seit 1340 in Graubünden erscheint und dort zu den einflussreichsten Familien aufstieg. Sie verzweigten sich in mehrere Linien, die in den Freiherren- und teils Grafenstand aufstiegen; einige bestehen bis heute.

## Ursprünge
Der aus Böhmen stammende Hauptmann Ulrich von Bulen wird 1340 in Davos urkundlich erwähnt und auch Bul genannt. Von der Genealogie wird er als Stammvater der späteren Adelsfamilien mit dem Namen „Buol“ bezeichnet. Ulrich Bul zog 1298 für König Albrecht von Habsburg in die Schlacht bei Göllheim gegen Adolf von Nassau. Sein Sohn Hanns Friedrich Buol, um 1280 noch in Böhmen geboren, der ebenfalls unter Albrecht diente, heiratete 1304 die um 1285 geborene Elisabeth von Engelsberg aus Mähren. Er starb 1327 in Davos. Weshalb die Familie nach Davos kam, ist unbekannt, ebenso ob dies mit der Ermordung König Albrechts 1308 zu tun hatte. Das Bergdorf war um 1280 als Walserkolonie durch die Freiherren von Vaz gegründet worden, die bis 1299 Pfandinhaber der Reichsvogtei über das Hochstift Chur waren. Donat von Vaz, seit 1300 Besitzer der Freiherrschaft, galt als Freiheitskämpfer gegen die Churer Oberherrschaft und Volksheld; er lehnte sich politisch an die Habsburger an. Offenbar traten die Buols als Ministerialen in seinen Dienst.
Die Buol wurden in der Folge Landammänner in den Drei Bünden und traten als Soldaten und Gesandte auch in den Dienst der Kaiser des Heiligen Römischen Reiches und anderer Herrscher.

## Zweige
- Oberstleutnant Salomon von Buol (1549–1634) wurde durch König Heinrich IV. von Frankreich nobilitiert.

- Reichsgrafen von Buol-Schauenstein: Der als Landammann, Bundslandammann, Hauptmann im französischen Regiment, Oberst in spanischen Diensten, als Podestà und wiederholt als Gesandter dienende Johann Anton Buol (1601–1662) erhielt 1649 von Kaiser Ferdinand III. das Prädikat „von Strassberg“, nach der Burg Strassberg. Diese Ruine, die einst einem gleichnamigen Ministerialengeschlecht gehörte, liegt nahe dem Schlössli Parpan bei Churwalden, das 1603 durch die Ehe des Paul Buol mit Margaretha von Hartmannis an die Familie Buol gekommen war und bis 1875 von ihr gehalten wurde. 1670 erwarb die Familie einen hälftigen Anteil am Schloss Rietberg, 1758 erwarb sie die andere Hälfte von den Planta. Paul von Buol-Strassberg (1634–1697), Oberst im spanischen Heer, Gesandter der Drei Bünde am spanischen und österreichischen Hof, wurde 1696 von Kaiser Leopold I. zum Reichsfreiherrn „von Rietberg und Strassberg“ erhoben.

Johann Anton von Buol-Schauenstein (1710–1771), Sohn des Johann Anton von Buol, Freiherr von Rietberg und Strassberg (1671–1717) und der Emilie von Schauenstein, Freiin von Ehrenfels, beerbte 1742 seinen Onkel mütterlicherseits, Franz Thomas von Schauenstein und Ehrenfels, und wurde zum Reichsgrafen von Schauenstein und Freiherrn von Ehrenfels erhoben. Dadurch kamen das Schloss Untertagstein in Masein und die Burg Ehrenfels (Sils) an die Familie Buol (das Schloss Schauenstein war bereits 1732 von der Familie von Schauenstein verkauft worden). Rietberg wurde von den Buol bis 1798 gehalten.

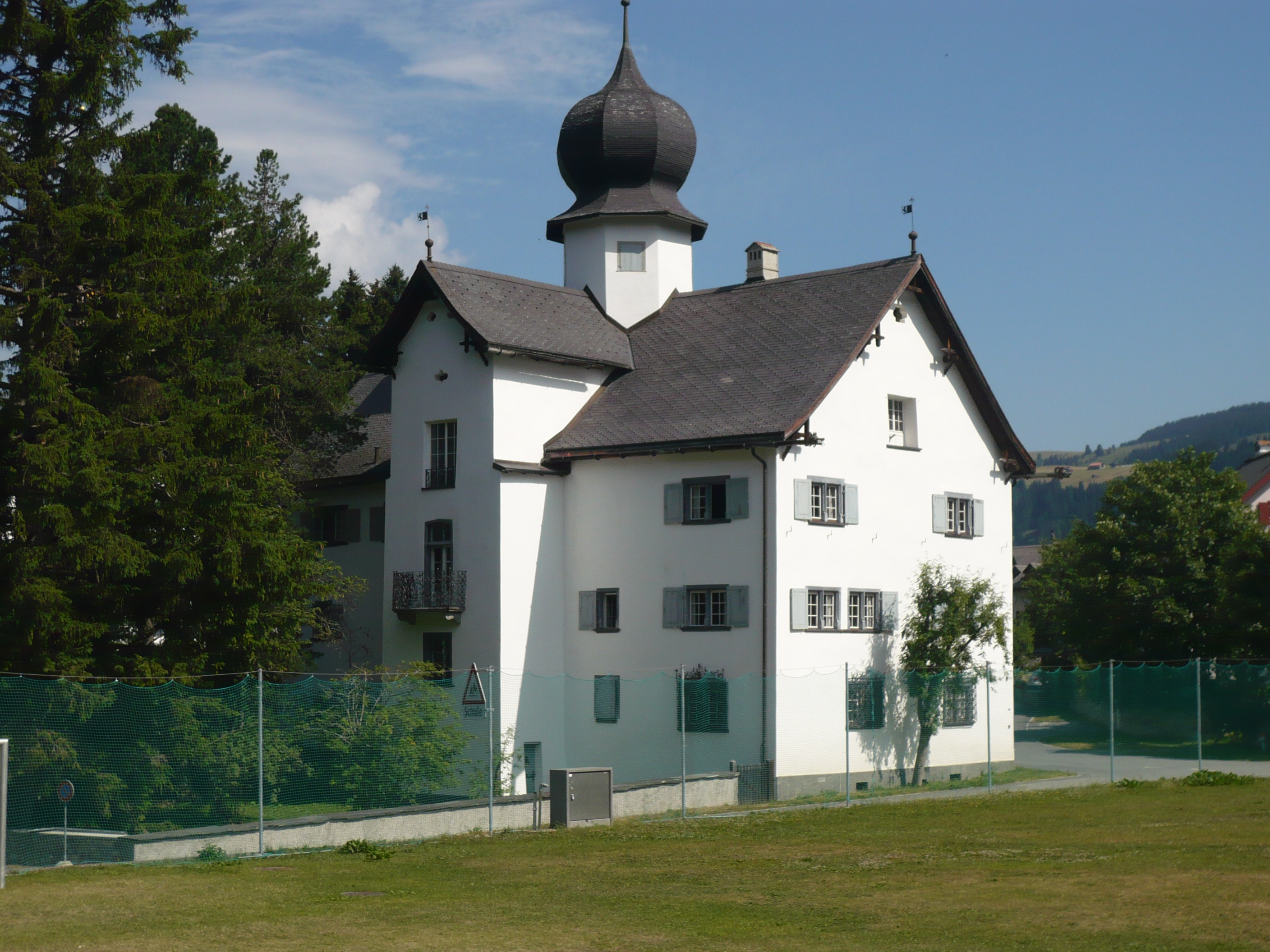
Schlössli Parpan
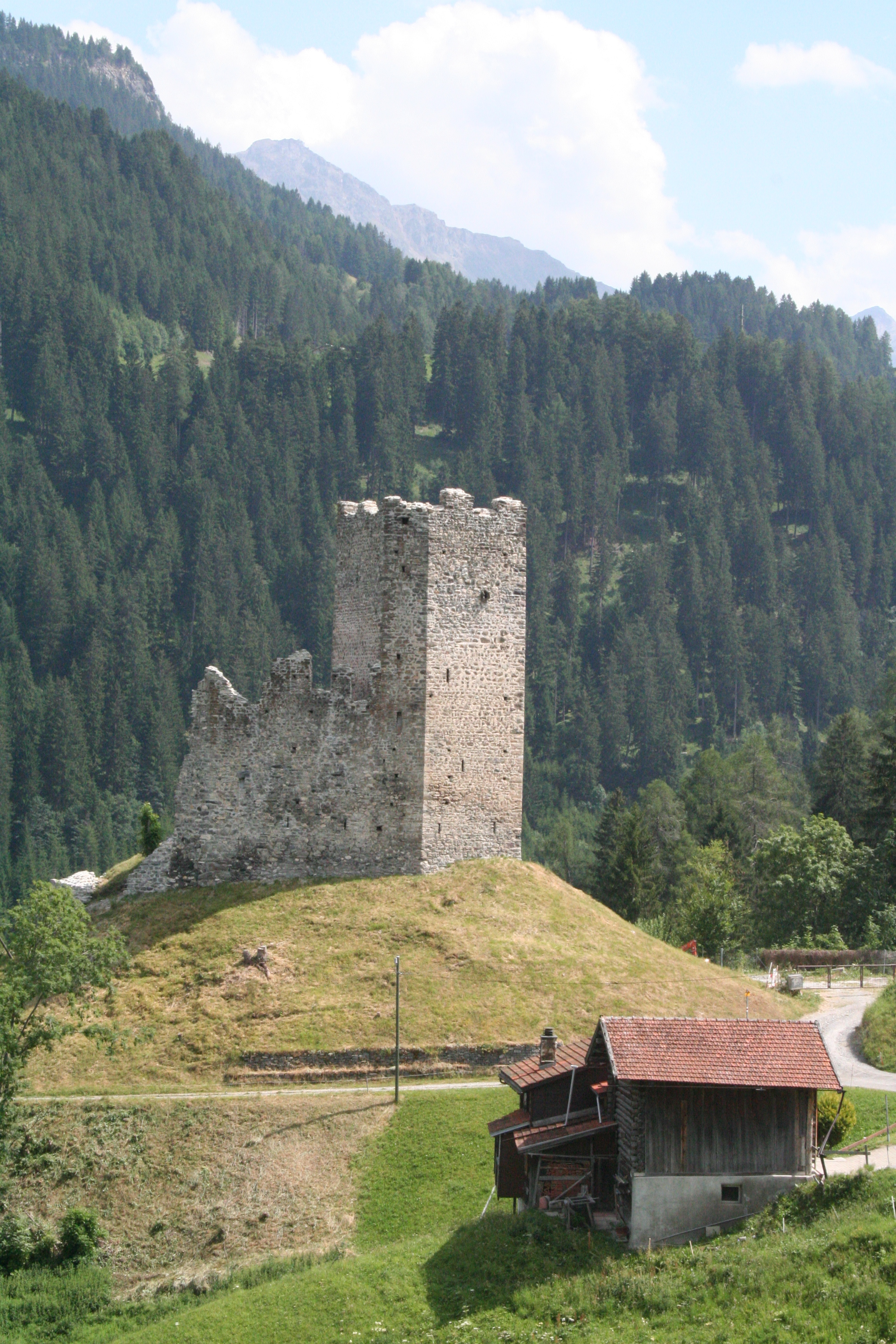
Burg Strassberg
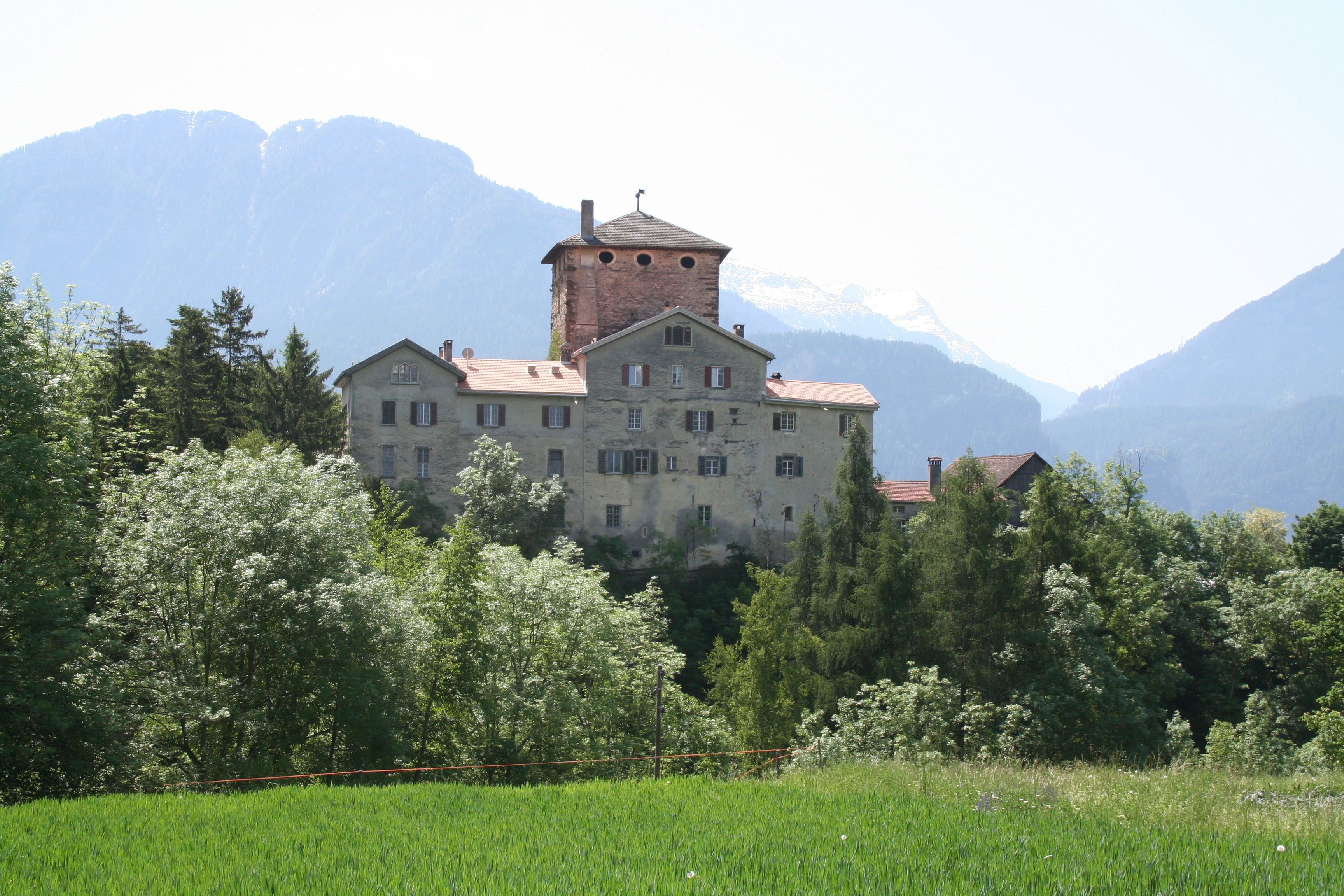
Schloss Rietberg
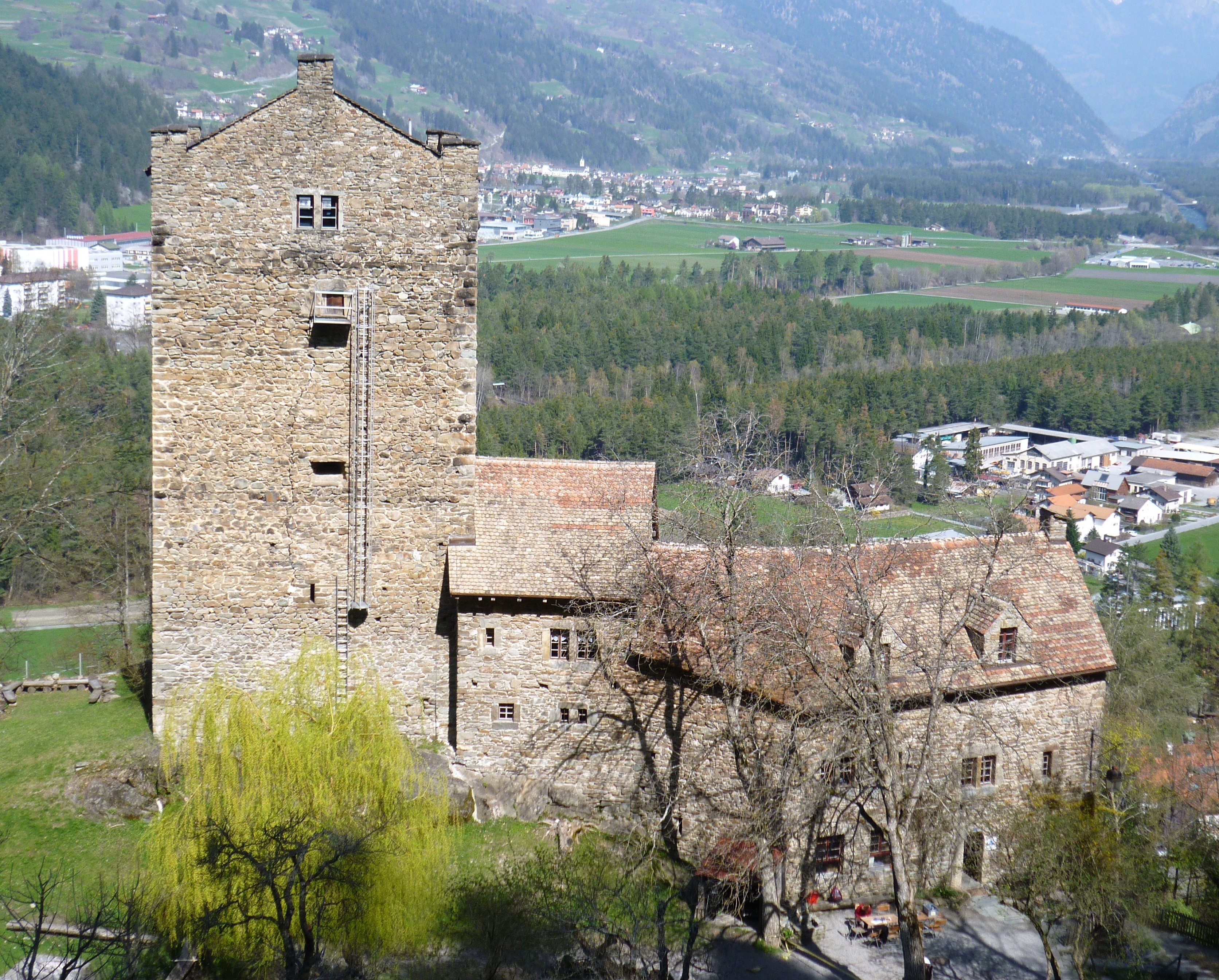
Burg Ehrenfels
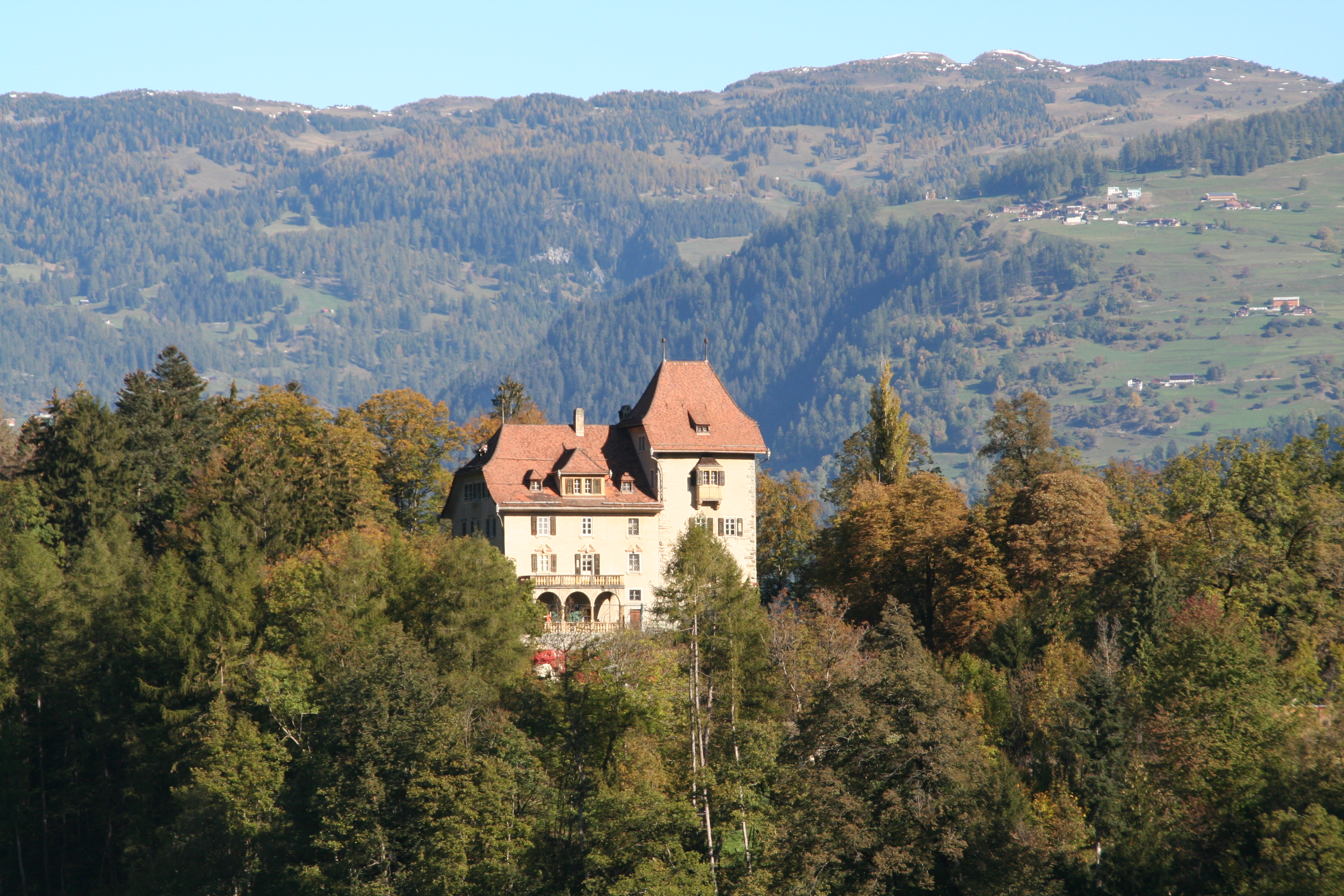
Schloss Untertagstein, Masein

- Freiherren von Buol-Berenberg: Hans von Buol (1470–1550), ein Nachfahre des Ulrich Boul (1460–1500), Fähnrichs der Landschaft Davos, zog zur Zeit der Reformation in die Stadt Kaiserstuhl AG und wurde dort 1523 Bürger und 1529 Ratsherr. Sein Nachfahre Hans Andreas von Buol (1647–1708), fürstlich fürstenbergischer Rat, wurde am 11. Oktober 1707 von Kaiser Joseph I. in den Reichsritterstand, nebst allen seinen Vettern, mit dem Adelsprädikat „von Berenberg“ erhoben.[2] Mit dem Kauf des außerhalb von Mühlingen gelegenen Adelshofs Berenberg sowie im Jahr 1731 der Grundherrschaft Schloss Mühlingen nördlich des Bodensees begründen Christoph Andreas und Georg Konrad ihren bis heute gehaltenen Familienstammsitz. Der K. K. Grenadier-Hauptmann der Infanterie Johann Ignaz von Buol-Berenberg erhielt am 29. Mai 1795 von Kaiser Franz II. das Österreichische Freiherren-Diplom als „von Berenberg und Mühlingen“.[3] Ab 1840 kam die nur unweit gelegene Grundherrschaft Zizenhausen in von Buol-Berenberg’schen Besitz, die damit auf Schloss Zizenhausen eine eigene „Zizenhausener Linie“ begründete.

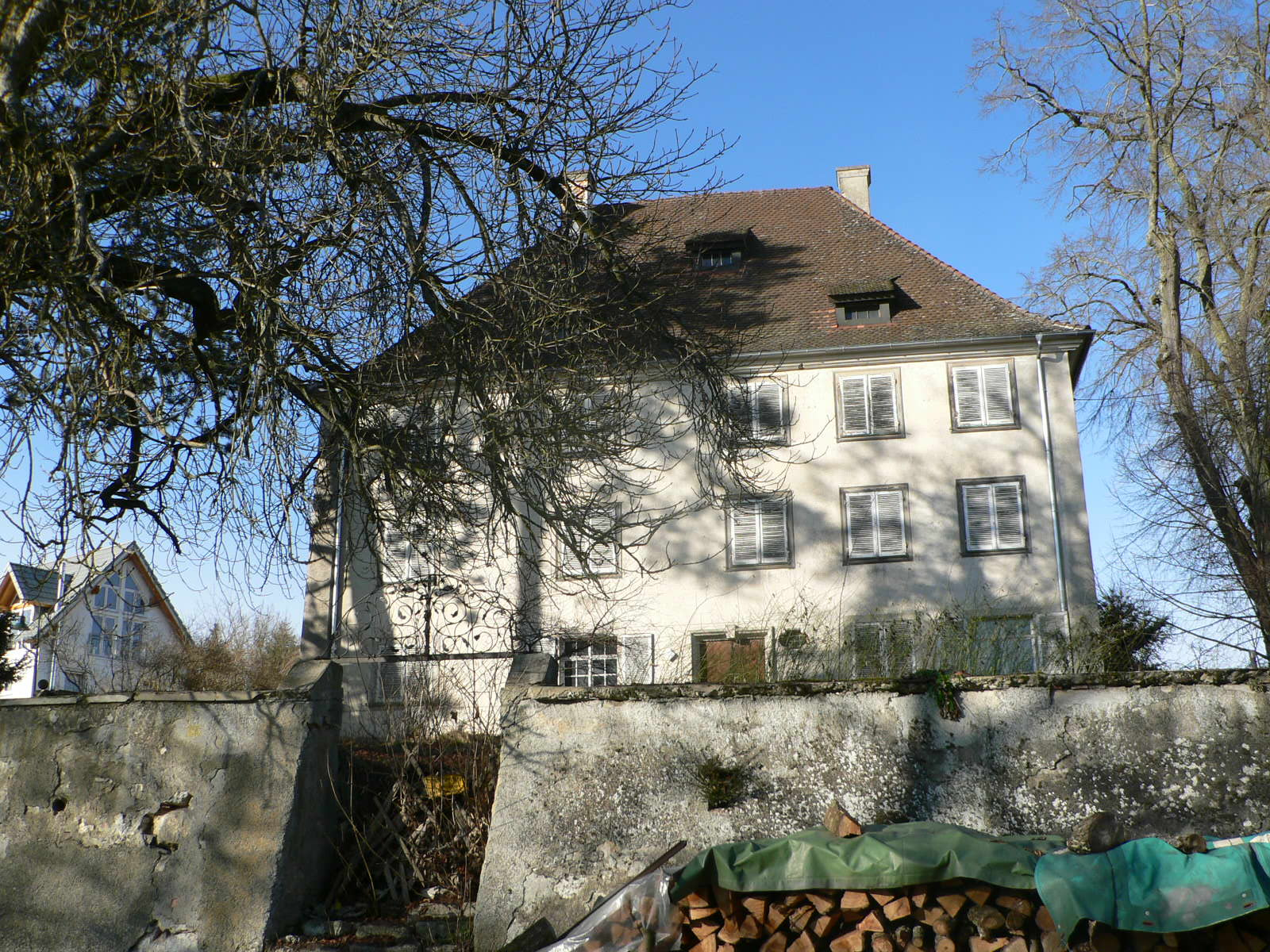
Schloss Mühlingen, Landkreis Konstanz
Schloss Zizenhausen, Landkreis Konstanz

- Freiherren Buol von Wischenau: Johann Paul von Buol erbte über seine Ehefrau Karolina von Selb einen Anteil am Gut Wischenau in Mähren und verwaltete diese seit 1754 für die Erbengemeinschaft. Der Kaiserlich-Königliche Hofrat Johann Paul von Buol-Wischenau ersteigerte 1765 die übrigen Anteile und wurde zum Freiherrn Buol von Wischenau erhoben.[4] 1772 vererbte er die Herrschaft seinen zehn Kindern. 1793 wurde sie verkauft.

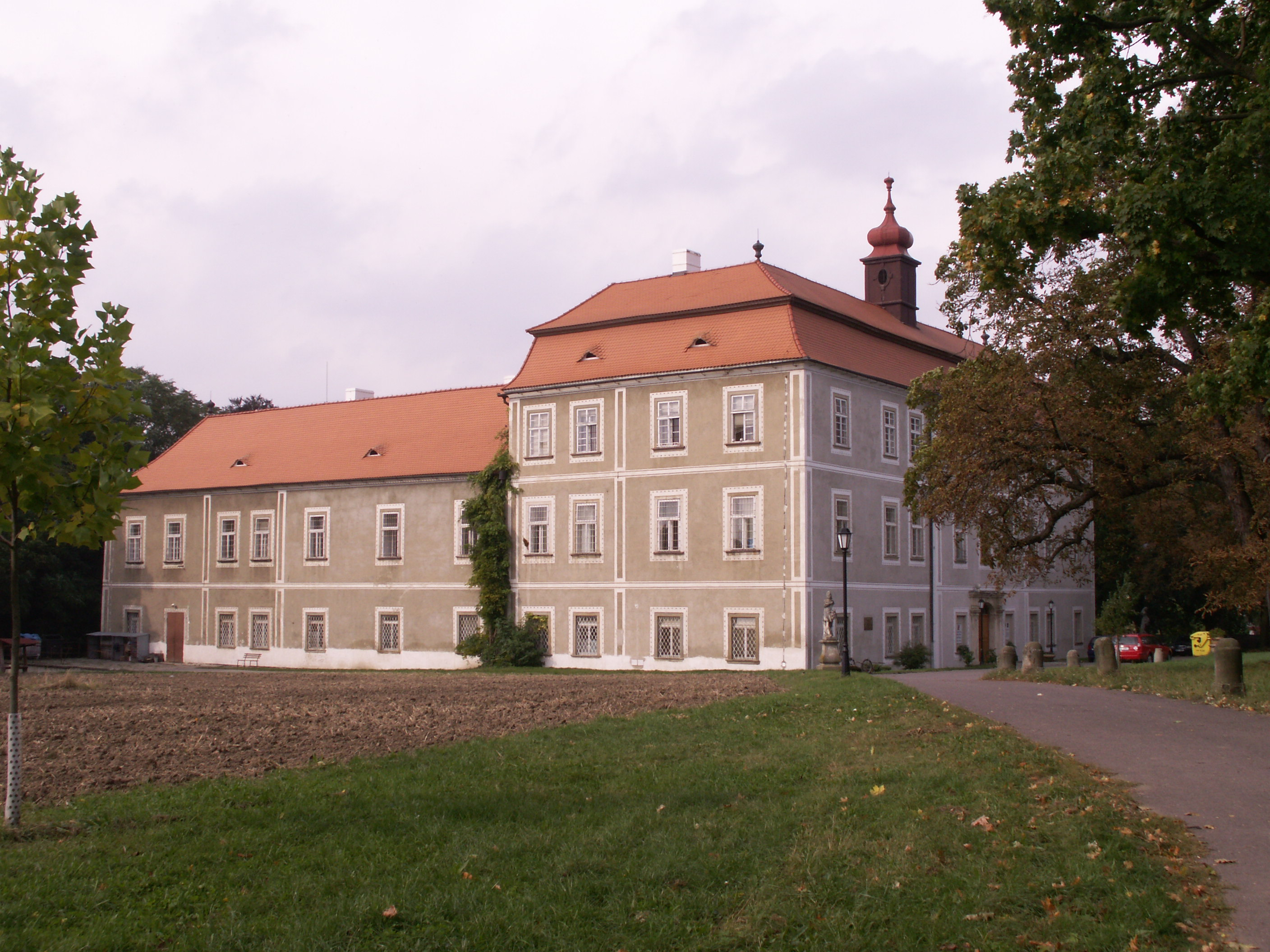
Schloss Wischenau, Mähren

## Besitzungen
- Schlössli Parpan, von 1603 bis 1875 (durch die Ehe des Paul Buol mit Margaretha von Hartmannis)
- Schloss Schauenstein
- Schloss Rietberg seit 1664 bis 1798 (Linie Schauenstein)
- Schloss Untertagstein, Masein, bereits vor 1742 (Linie Schauenstein) bis Ende 19. Jh.
- Burg Ehrenfels (Sils) seit 1742 bis 1933 (Linie Schauenstein)
- Mühlingen mit Schloss Mühlingen bei Konstanz (und Adelshof Berenberg bei Mühlingen), seit 1731 bis heute (Linie von Buol-Berenberg)
- Zizenhausen mit Schloss Zizenhausen, von 1840 bis 1936 (Linie Berenberg-Zizenhausen)
- Schloss Wischenau, Mähren, um 1750 bis 1793 im Besitz der Linie Buol von Wischenau

## Wappen
Der erste Wappenschild der Familie Buol dürfte auf weiß/silbernem Grund einen schwarzen Dreiberg und daraus wachsend, ebenfalls schwarz ein Kleeblatt mit Stängel gezeigt haben. Im Wappenbuch der Stadt Baden im Schweizer Kanton Aargau ist das Wappen der aus Kaiserstuhl (Aargau) stammenden Familie Buol erweitert: In Rot auf grünem Dreiberg ein grünes Kleeblatt, oben beseitet von zwei silbernen Rosen. Helmzier eine wachsende Frau, in jeder Hand ein Kleeblatt.
Das (jüngere) Stammwappen zeigt in von Blau und Silber gespaltenem Schild eine Jungfrau verwechselter Farbe mit einer Rose (ursprünglich Kleestängel) in der Hand. Auf dem Helm mit blau-silbernen Decken ein gekrönter blauer Löwe, auch wachsend und mit einem Kleestängel oder Speer (oder Zepter) in den Pranken.

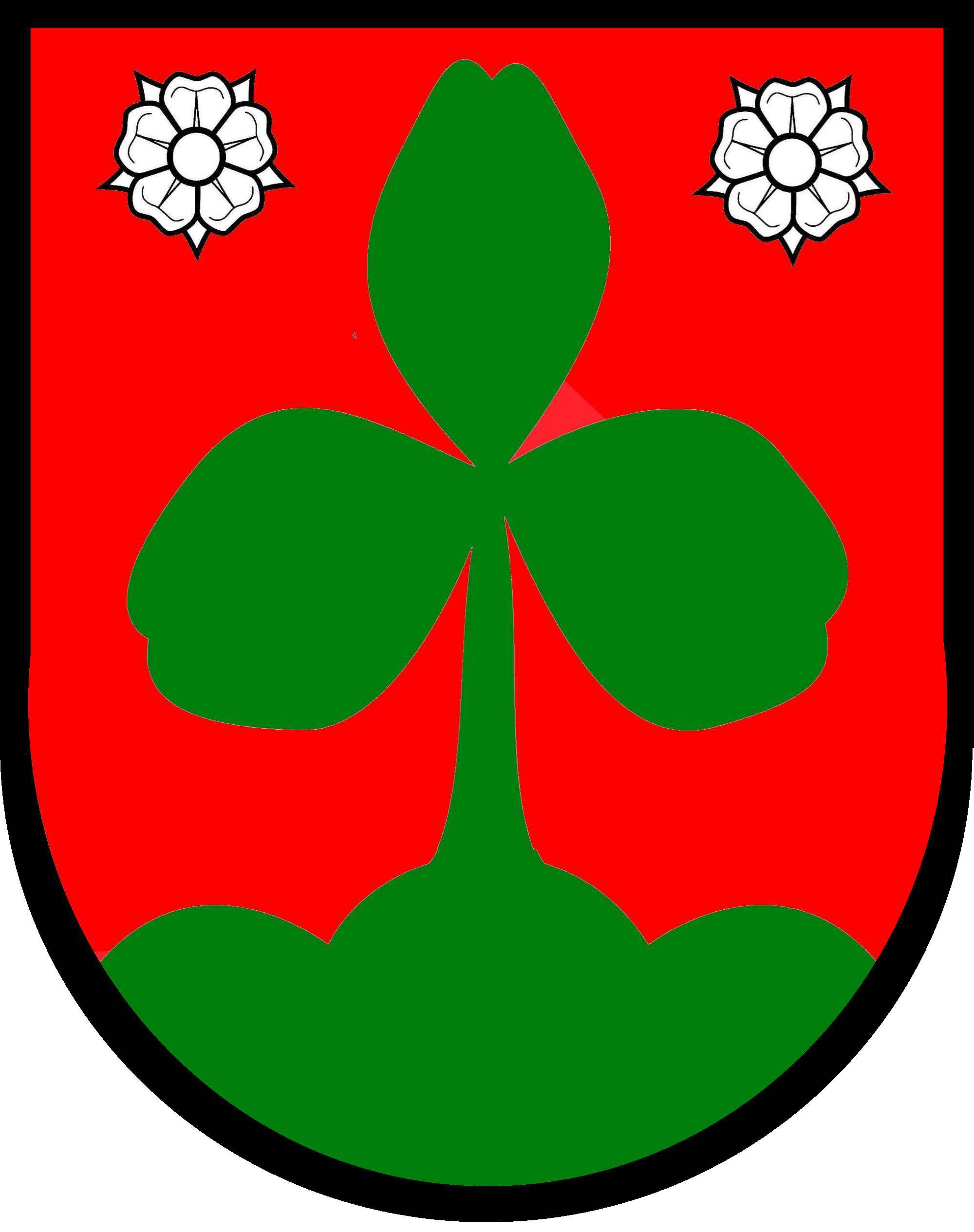
Stammwappen von Buol in Davos
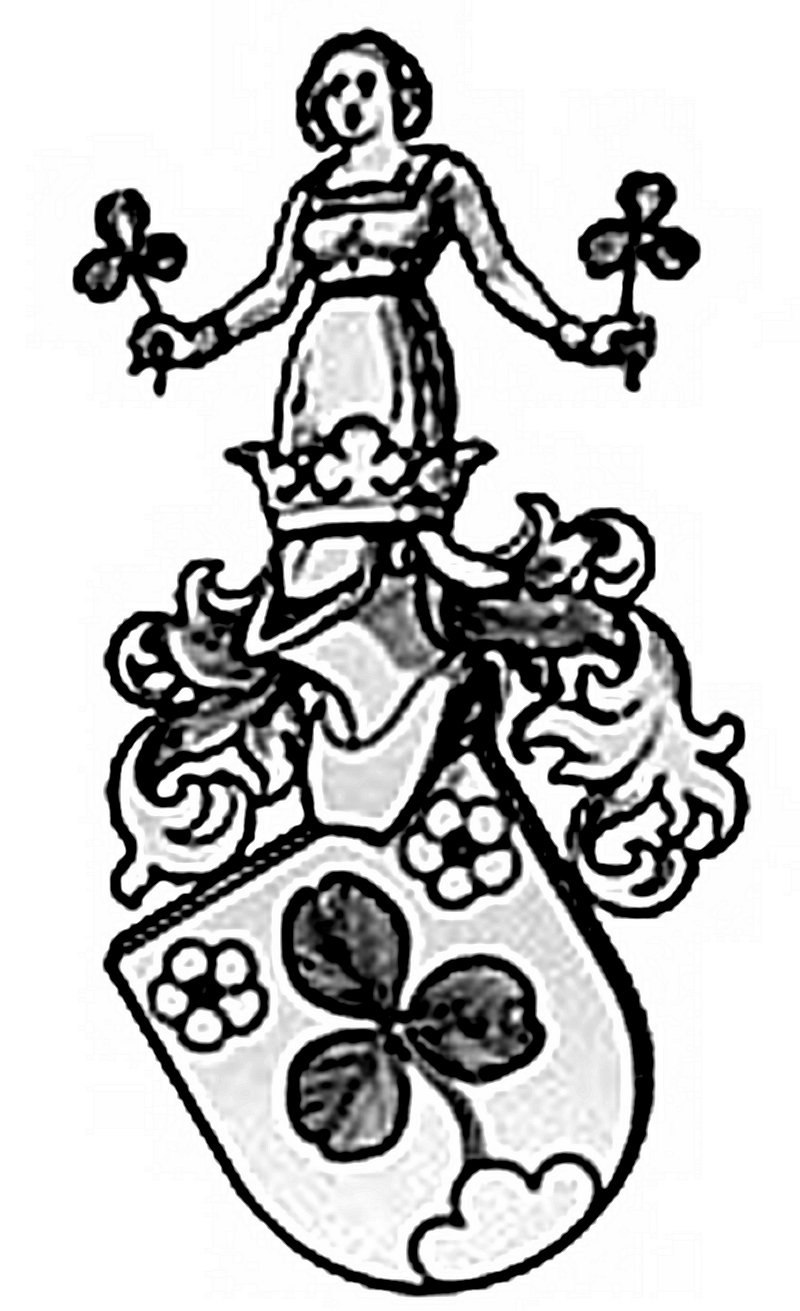
Jüngeres Wappen von Buol in Davos
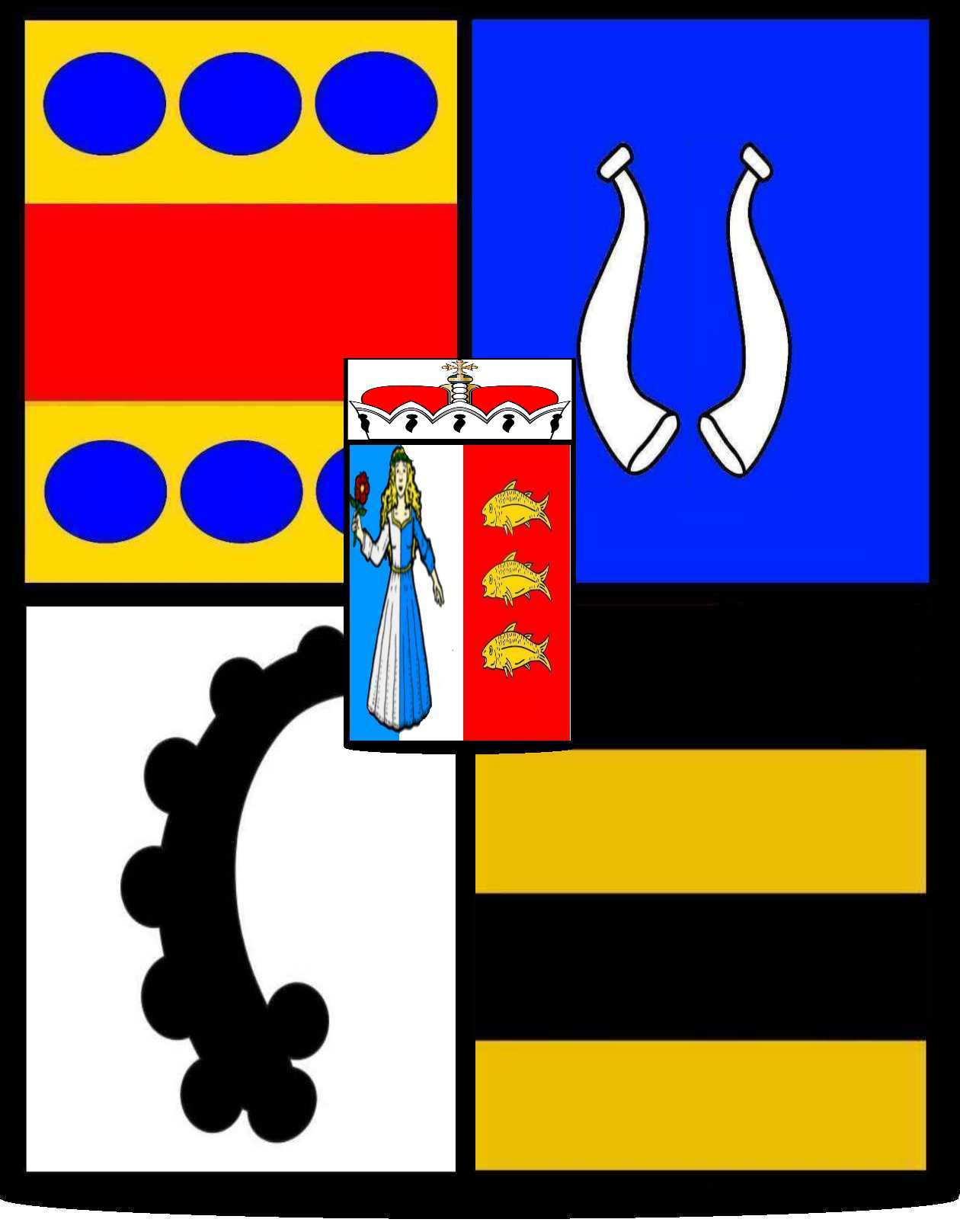
Wappen des Reichsgrafen Johann Anton von Buol-Schauenstein
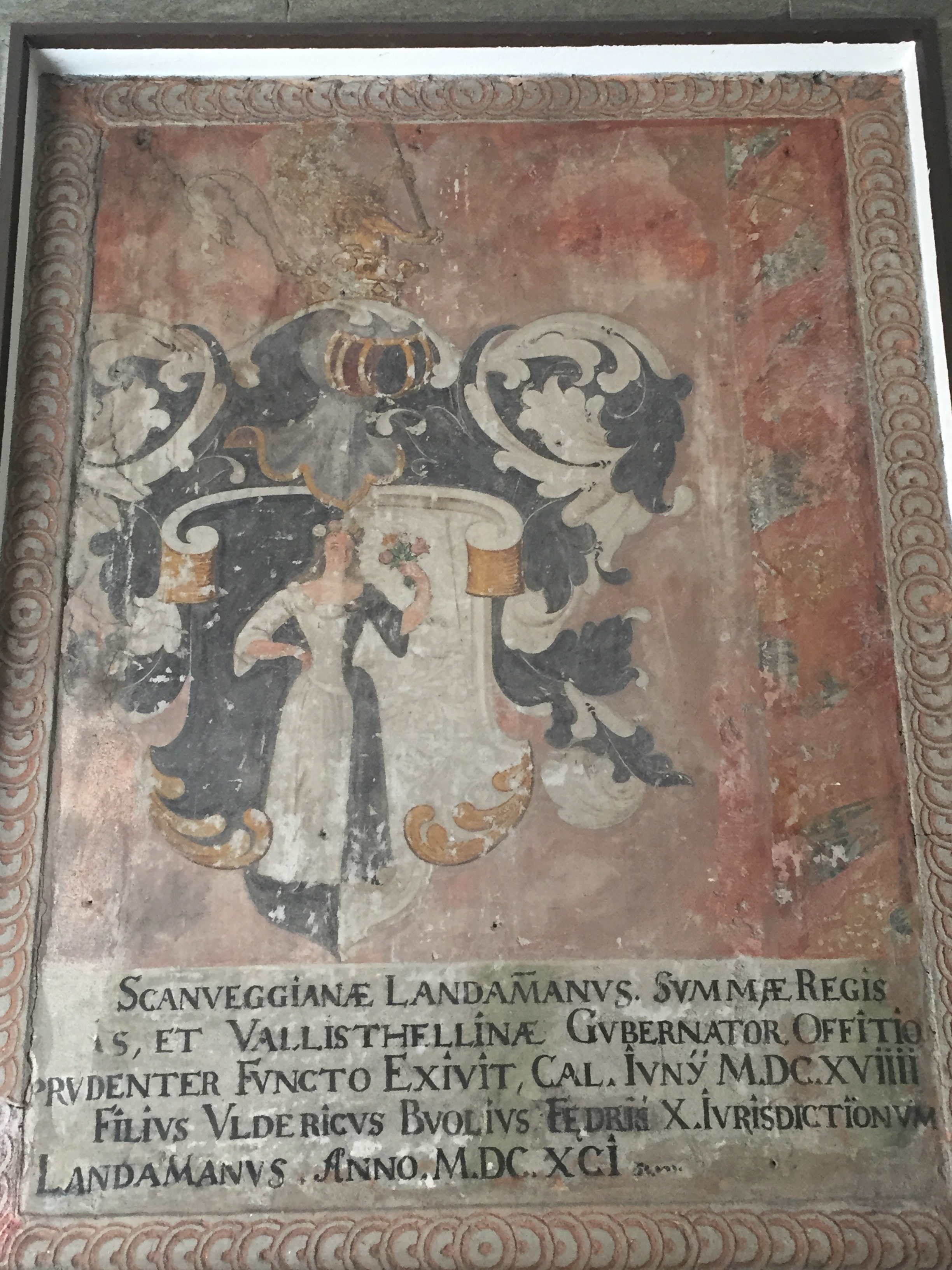
Buol Wappen von 1691 (Ulrich Buol 1566–1622) am Palazzo Pretorio Sondrio
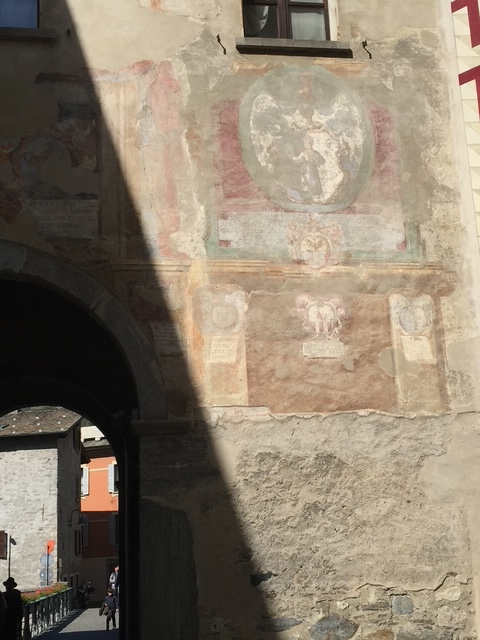
Familienwappen Buol am ehemaligen Stadttor in Tirano
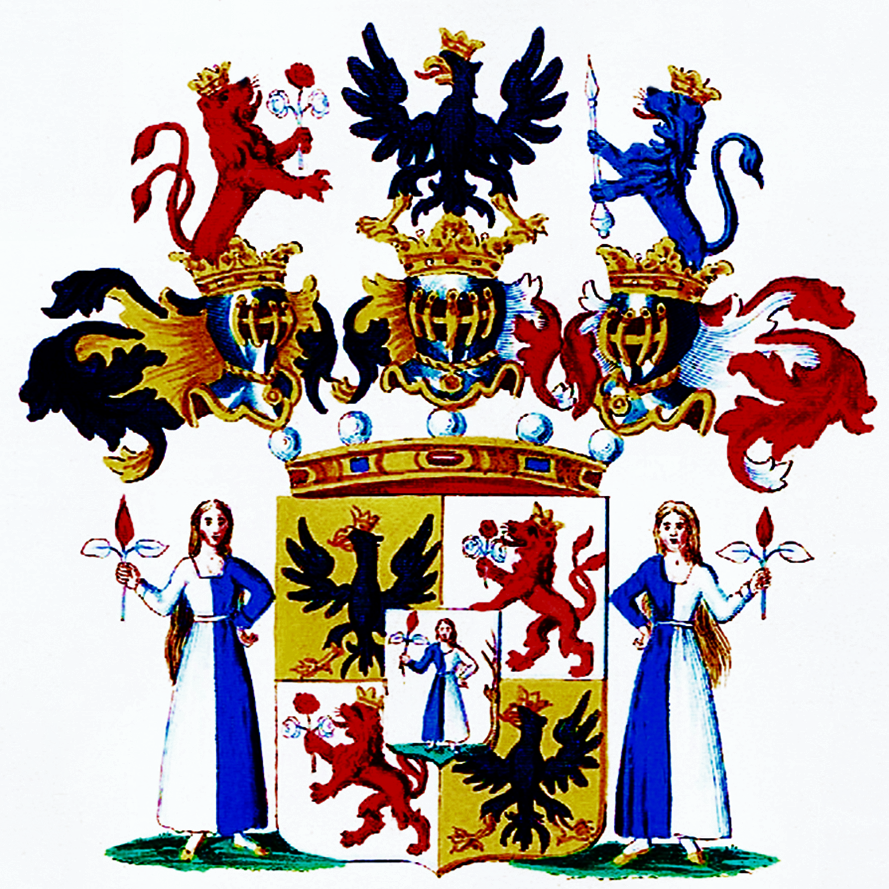
Wappen der Freiherrn Buol von Wischenau
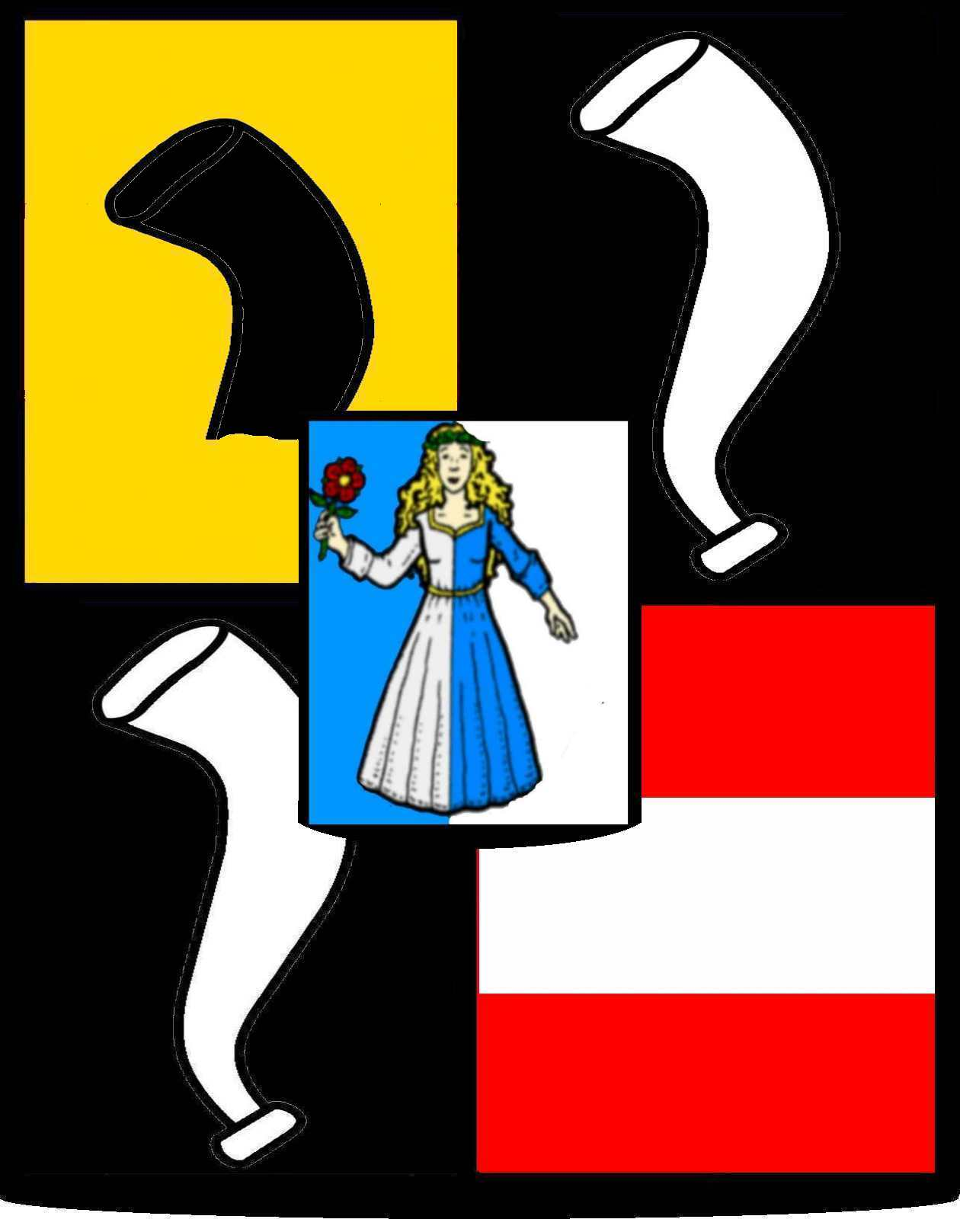
Wappen der Freiherrn Buol von Strassberg
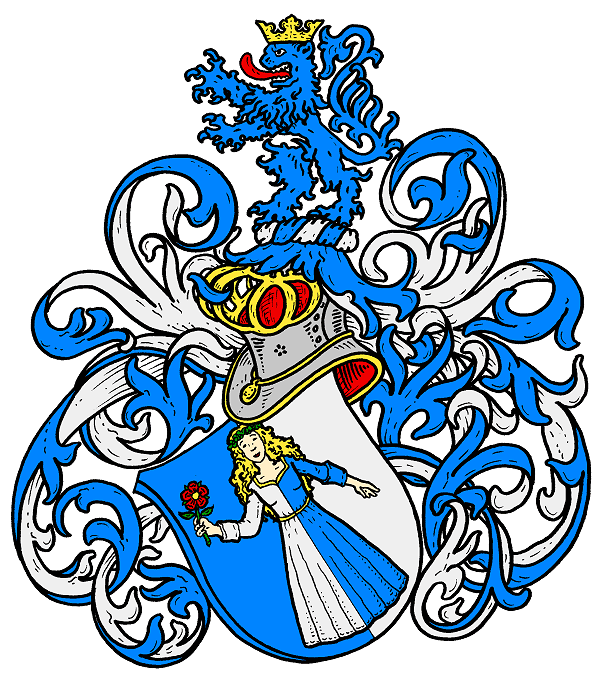
Wappen der Freiherrn von Buol-Berenberg
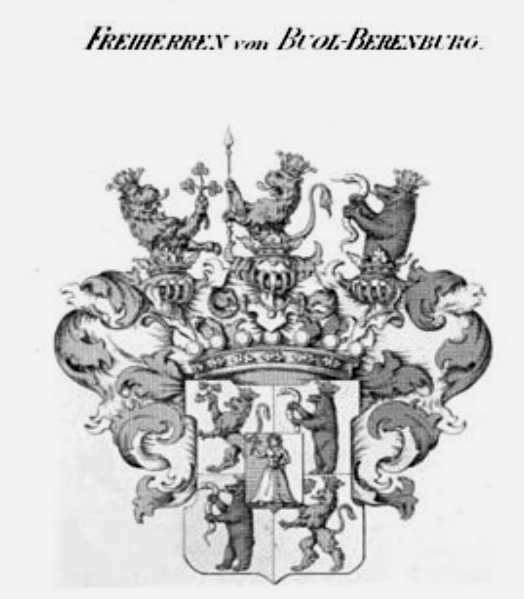
Großes Wappen der Freiherren von Buol-Berenberg

## Namensträger

### Buol-Wischenau und Buol-Berenberg

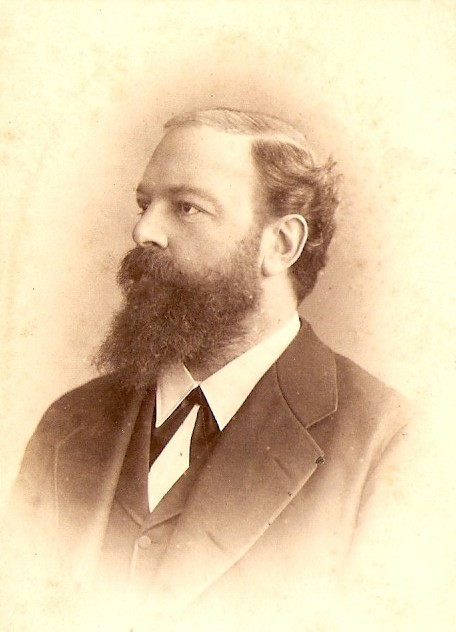
Rudolf von Buol-Berenberg (1842–1902), Präsident des Deutschen Reichstags

Stammvater der Buol-Wischenau und der Buol-Berenberg: Ulrich Boul (* 1460 Davos, † 1500), Fähnrich der Landschaft Davos, zog zur Zeit der Reformation an den Bodensee und wohnte in der Stadt Kaiserstuhl, ⚭ Anna von Fontana
- Johann Georg von Buol (* 1656 in Kaiserstuhl, † 1727 in Wien), K.u.K. Hofrat zu Wien, 1718 durch Kaiser Karl VI. zum Freiherrn von Buol-Wischenau erhoben
- Johann Nepomuk von Buol-Berenberg (1746–1813) Dr. theol. Propst in Bozen
- Joseph Ignaz von Buol-Berenberg (1749–1817), österreichischer Feldmarschall-Leutnant
- Rudolf von Buol-Berenberg (1842–1902), deutscher Politiker (Deutsche Zentrumspartei) und von 1895 bis 1898 Präsident des Deutschen Reichstags
- Maria Anna von Buol-Berenberg (1861–1943), deutsche Schriftstellerin
- Heinrich von Buol (1880–1945), Vorstandsvorsitzender der Siemens & Halske AG von 1932 bis 1945

### Buol-Strassberg-Schauenstein
- Stammvater: Paul von Buol (* 1481 Davos, † 18. Mai 1567 Junkersboden), Bundslandammann u. Podestà
- Hans Buol (* 1500 Davos), Ratsherr, Sohn des Paul von Buol, Ahnherr der von Buol-Strassberg und Schauenstein
- Ulrich Buol (* 1566 Chur, † 7. Juni 1622), Podestà 1561 in Tirano u. 1595 in Teglio wie sein Bruder Paul in gleicher Funktion. 1622 bei während der Bündner Wirren bei Malix (s. Epitaph) getötet worden.
- Johann Anton von Buol-Strassberg (1601–1662), Schweizer Adeliger und Bundeslandamman, 1649 als "von Strassberg" geadelt, Begründer der Churwalder Linie von Buol-Strassberg und Schauenstein
- Paul von Buol-Strassberg (1634–1697), Oberst im spanischen Heer, Gesandter des Kaisers, 1696 durch Kaiser Leopold I. zum Reichsfreiherrn von Rietberg und Strassberg erhoben
- Conradin von Buol-Strassberg und Rietberg (1674–1708), General-Adjutant des Prinzen Eugen von Savoyen in Mailand, Sohn Pauls
- Rudolf Anton von Buol-Schauenstein (1705–1765), Reichsfreiherr von Rietberg und Strassberg, Enkel Pauls, 1738 k.k. Commisarius der Herrschaft Vorarlberg, Generalmajor
- Karl Rudolf von Buol-Schauenstein (1760–1833), Bischof von Chur, Enkel des Rudolf Anton
- Johann Rudolf von Buol-Schauenstein (1763–1834), Bruder des Bischofs Karl Rudolf, österreichischer Diplomat, 1816 erster Präsident des Deutschen Bundestages, 1802 österreichischer Graf
- Johann Anton von Buol-Schauenstein (1710–1771), Reichsgraf und Freiherr von Schauenstein und Ehrenfels, Herr zu Reichenau und Tamins, Oberst, Landrichter des Grauen Bundes, Bruder des Rudolf Anton
- Johann Anton Baptist von Buol-Schauenstein (1729–1797), Domherr zu Chur, kaiserlicher Gesandter bei den Drei Bünden, Sohn des Johann Anton
- Karl Ferdinand von Buol-Schauenstein (1797–1865), 1852–59 österreichischer Ministerpräsident und Außenminister

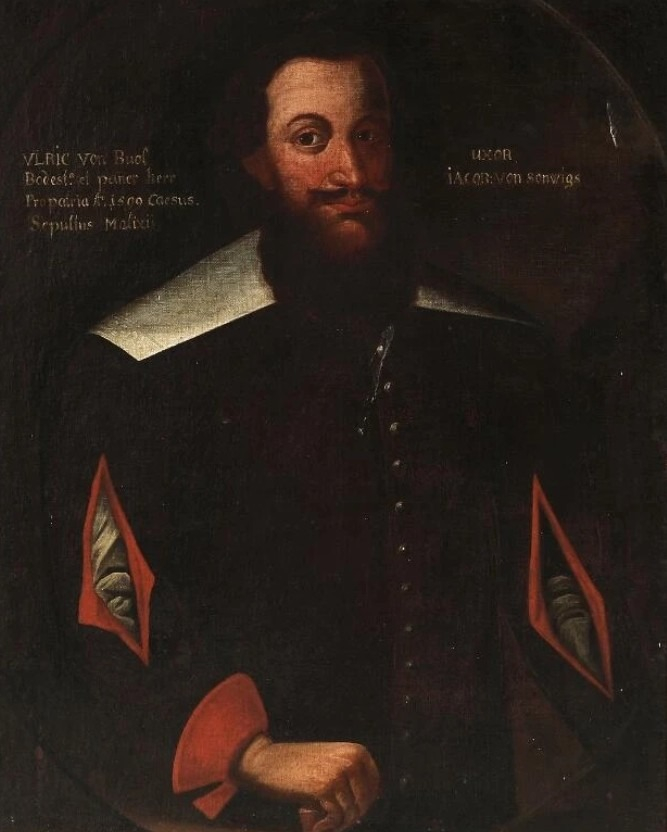
Oelbildnis um 1600 Ulrich von Buol (1566–1622) begraben in Malix
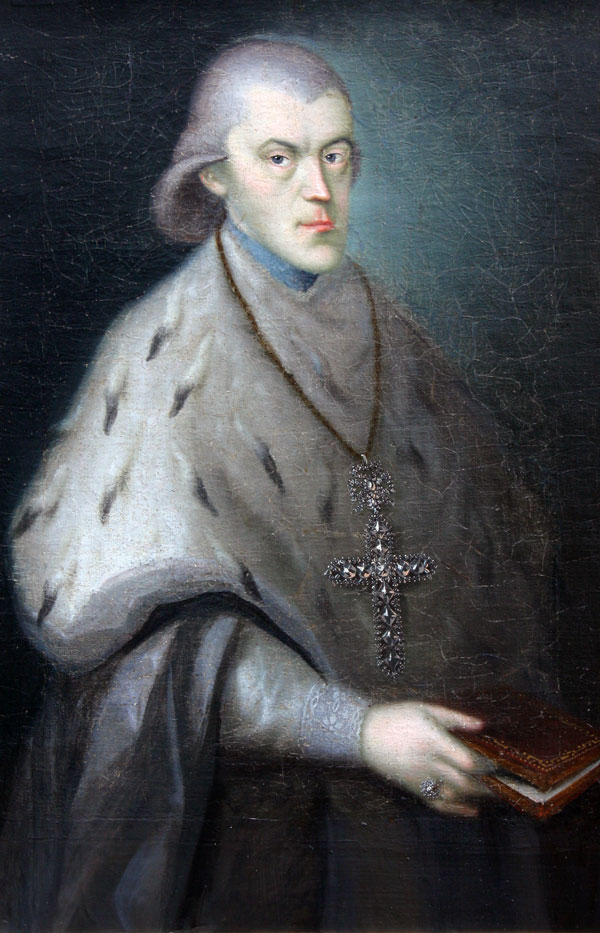
Karl Rudolf Graf von Buol-Schauenstein (1760–1833), Bischof von Chur
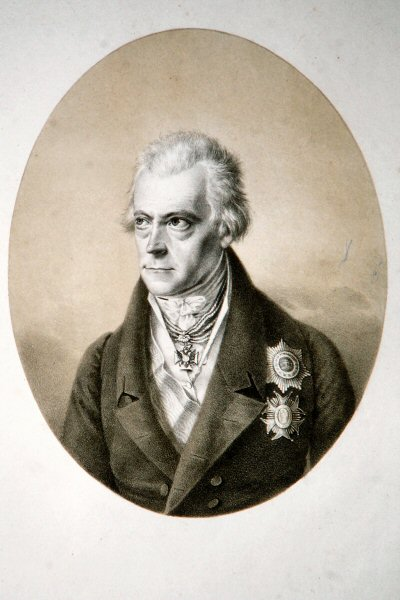
Johann Rudolf Graf von Buol-Schauenstein (1763–1834), Präsident des Deutschen Bundestages
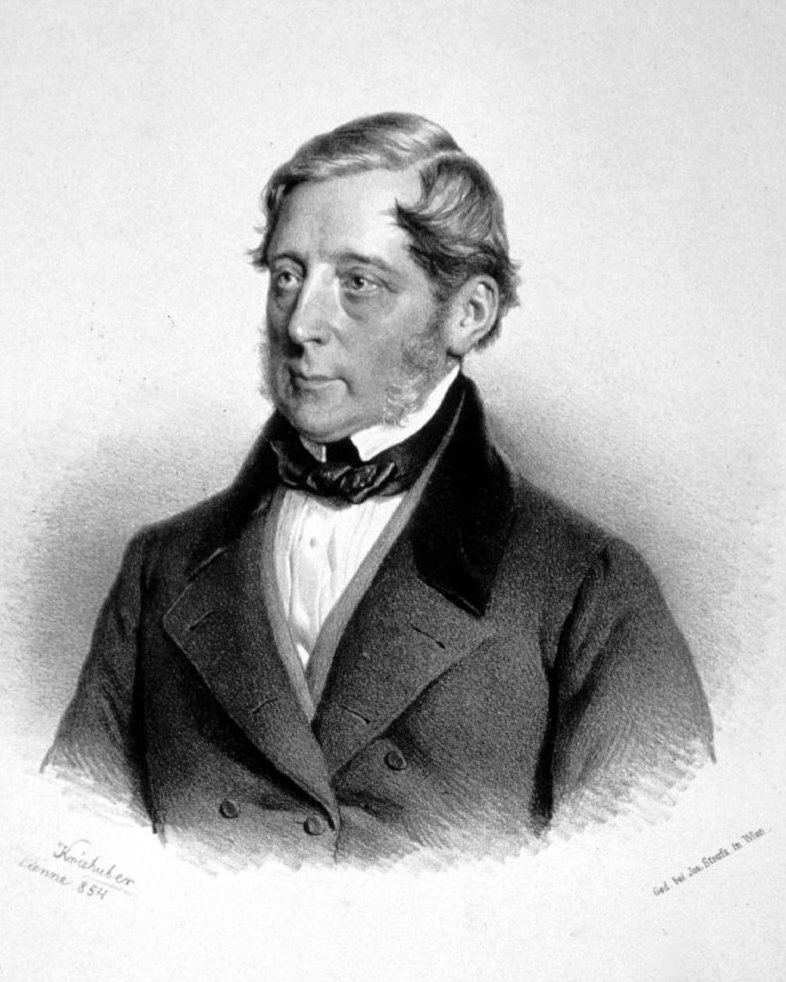
Karl Ferdinand Graf von Buol-Schauenstein (1797–1865), österreichischer Ministerpräsident